# San Prisco
San Prisco ist eine italienische Gemeinde (comune) mit 12.157 Einwohnern (Stand 31. Dezember 2023)in der Provinz Caserta in Kampanien. Die Gemeinde liegt etwa 5 Kilometer westnordwestlich von Caserta und etwa 27 Kilometer nördlich von Neapel in der Tifata.

## Geschichte
Innerhalb der Gemeinde finden sich noch antike Anlagen. So befindet sich hier der Tempel des Iuppiter Tifatino aus dem zweiten oder dritten Jahrhundert vor Christus.

## Verkehr
San Prisco liegt an der Autostrada del Sole (A1) von Rom nach Neapel. Ein Anschluss besteht jedoch nicht. Die Staatsstraße 7 verläuft in West-Ost-Richtung durch das Gemeindegebiet und verbindet Capua mit Caserta. Der nächstgelegene Bahnhof befindet sich in Santa Maria Capua Vetere.